# Теорема Томаса
Теоре́ма То́маса (англ. The Thomas Theorem) - твердження, що в людській поведінці наслідки визначаються не реальністю, а думками людей про них. Вільям Айзек та Дороті Томаси сформулювали це твердження наступним чином: 
Якщо ситуації визначаються людьми як реальні, то вони реальні за своїми наслідками.
Твердження було написано у книзі «Дитина в Америці» (The Child in America), де розглядалися причини складної поведінки підлітків. Пояснювалося, що аби зрозуміти поведінку дітей треба розуміти їхню ситуацію. Вбачати їхню життєву історію. Вільям Томас разом з Флоріаном Знанецьким написав книгу-дослідження «Польський селянин в Європі та США» (The polisch peasant in Europe and America).
У християнстві, наприклад, існує знайомий вислів “По вашій вірі нехай буде вам” (Матвія 9:29).